# Inha Babakowa
Inha Babakowa (ukr. Інга Бабакова; ur. 26 czerwca lub 27 czerwca 1967 w Aszchabadzie) – lekkoatletka, pochodzenia litewskiego, specjalizująca się w skoku wzwyż, która początkowo startowała w barwach ZSRR, a następnie Ukrainy.
Trzykrotna uczestniczka igrzysk olimpijskich – Atlanta 1996 (brązowy medal), Sydney 2000 (5. miejsce) oraz Ateny 2004 (9. miejsce). Pięciokrotna medalistka mistrzostw świata – Sewilla 1999 (złoto), Ateny 1997, Edmonton 2001 (srebro), Tokio 1991, Göteborg 1995 (brąz). Rekord życiowy: 2,05 (15 września 1995, Tokio) – do 7 lipca 2024 rekord Ukrainy.

## Osiągnięcia
| Rok  | Zawody                         | Miasto     | Lokata            |
| ---- | ------------------------------ | ---------- | ----------------- |
| 1991 | Mistrzostwa świata             | Tokio      | 3. miejsce        |
| 1991 | Cykl Grand Prix                |            | 3. miejsce        |
| 1993 | Halowe mistrzostwa świata      | Toronto    | 3. miejsce        |
| 1994 | Mistrzostwa Europy             | Helsinki   | 4. miejsce        |
| 1995 | Mistrzostwa świata             | Göteborg   | 3. miejsce        |
| 1995 | Finał Grand Prix               | Monako     | 1. miejsce        |
| 1996 | Igrzyska olimpijskie           | Atlanta    | 3. miejsce        |
| 1997 | Halowe mistrzostwa świata      | Paryż      | 2. miejsce        |
| 1997 | Mistrzostwa świata             | Ateny      | 2. miejsce        |
| 1997 | Finał Grand Prix               | Fukuoka    | 1. miejsce        |
| 1999 | Mistrzostwa świata             | Sewilla    | 1. miejsce        |
| 1999 | Finał Grand Prix               | Monachium  | 2. miejsce        |
| 2000 | Igrzyska olimpijskie           | Sydney     | 5. miejsce        |
| 2001 | Halowe mistrzostwa świata      | Lizbona    | 2. miejsce        |
| 2001 | Mistrzostwa świata             | Edmonton   | 2. miejsce        |
| 2001 | Finał Grand Prix               | Melbourne  | 2. miejsce        |
| 2003 | Halowe mistrzostwa świata      | Birmingham | 8. miejsce        |
| 2003 | Mistrzostwa świata             | Paryż      | el. – 15. miejsce |
| 2003 | Światowy finał lekkoatletyczny | Monako     | 5. miejsce        |
| 2004 | Igrzyska olimpijskie           | Ateny      | 9. miejsce        |
| 2004 | Światowy finał lekkoatletyczny | Monako     | 4. miejsce        |